# Ahmed ben Dagher
Ahmed ben Dagher (arabe : أحمد عبيد بن دغر), né le 2 décembre 1952 dans le Hadramaout, est un homme d'État yéménite, Premier ministre du 4 avril 2016 au 15 octobre 2018. Il succède à Khaled Bahah.

## Biographie
Durant les années 1990, il est député à la Chambre des députés et membre du Parti socialiste yéménite.
Après la guerre civile yéménite de 1994, il quitte le Yémen. Il y revient en 2006 et intègre le Congrès général du peuple.
Ensuite, il devient ministre de la Communication et des Technologies.
Lors de la guerre civile yéménite, il apporte son soutien au président Abdrabbo Mansour Hadi qu'il rejoint à Riyad en mai 2015 puis est nommé vice-Premier ministre en août de la même année.
Le 3 avril 2016, il est nommé Premier ministre et prête serment le 4 avril suivant. Il est chargé de former un « gouvernement de crise ». Toujours en avril 2016, la faction basée à Sanaa du Congrès général du peuple annonce son expulsion du parti. En juin 2016, son gouvernement s'installe à Aden. Le 22 septembre 2016, ben Dagher et sept des trente-deux ministre rentrent à Aden de manière permanente, tandis que le reste du gouvernement s'installerait à Marib à une date ultérieure.
Le 21 janvier 2018, et alors que le pays est en déficit, il annonce le premier budget depuis le début de la guerre.
Le jour même, le Conseil de transition du Sud adresse un ultimatum de sept jours au président Abdrabbo Mansour Hadi pour limoger le gouvernement de ben Dagher, qu'ils accusent de « corruption », et le remplacer par un gouvernement de technocrates, sans quoi il nommerait son propre gouvernement. Le 28 janvier 2018, peu après l'expiration de l'ultimatum, les séparatistes prennent le contrôle du siège du gouvernement. Le 30 janvier, les forces fidèles au STC contrôlent la quasi-totalité de la ville. En fin de journée, les combats cessent, après une médiation de la coalition. À l'issue de ces négociations, les séparatistes rendent trois bases militaires à l'armée, et lèvent le siège du palais présidentiel al-Maachiq.
À partir de 2015, dans le contexte de la guerre civile yéménite, les Émirats arabes unis commencent à administrer de fait l'île de Socotra, construisant de nouvelles infrastructures, des réseaux de télécommunication, demandant aux habitants de signer des contrats de travail avec eux, font leurs propres recensement des populations locales, puis, en 2018, se déploient militairement sur l'île, ce que condamne le gouvernement yéménite, au nom de sa souveraineté sur l'île. Le 13 mai, des troupes saoudiennes débarquent à leur tour, à la demande du gouvernement yéménite pour former ses troupes, puis les deux forces se retirent au profit de l'armée gouvernementale dès le lendemain 14 mai.
Il est limogé le 15 octobre 2018.
En 2020, il déclare au sujet des Saoudiens : « je pensais que vous n'aviez qu’un seul objectif, à savoir combattre les houthistes et l’emprise iranienne sur le nord du pays. Or aujourd'hui, ce n’est plus un secret pour personne que la lutte contre les houthistes n’est qu'un prétexte pour brouiller les cartes et faire passer le projet de la division du pays ».